# 투르구트 외잘
투르구트 외잘 (Turgut Özal, 튀르키예어 발음: [tuɾˈɡut øˈzaɫ], 1927년 10월 13일 ~ 1993년 4월 17일) 은 튀르키예의 정치인으로, 조국당 (Anavatan Partis, ANAP) 소속 총리 (1983년 ~ 1989년), 대통령 (1989년 ~ 1993년) 을 지냈다. 경제 정책 전문으로 튀르키예 경제의 자유화를 추진했으며, 국시인 정교 분리 원칙을 완화하고 튀르키예의 이슬람 부흥 현상에도 영향을 주었다. 쿠르드인 출신이다.